# Ždánice, Hodonín
Ždánice là một thị trấn thuộc huyện Hodonín, vùng Jihomoravský, Cộng hòa Séc.